# 乔世臣
喬世臣（17世纪—1735年），字丹葵，滋阳（今兖州）人。清朝官员。
喬發之子。康熙五十九年（1720年）山东乡试第一，康熙六十年辛丑科进士，改庶吉士，授检讨。雍正元年（1723年）十二月參修《明史》，雍正二年（1724年），授编修，出知嘉兴府，歷官江苏按察使。雍正九年（1731年）升右通政，升江苏巡撫，雍正十二年（1734年）官至刑部侍郎兼工部。十三年（1735年）卒於任上。